# Jarmila Kotásková
Jarmila Kotásková, rozená Moldanová (7. dubna 1933 Brno – 31. května 1994 Praha) byla československá psycholožka, která se v období komunistického režimu v Československu zabývala vývojovou psychologií. Vývojovou psychologii významně obohatila dvěma longitudinálními výzkumy, které byly oceněny i v mezinárodním prostředí. Odborně se zaměřovala na témata morálního vývoje, morálního uvažování a morálního jednání lidí. Přispěla vytvořením testu morálního uvažování pro děti školního věku. 

## Život

### Studium
Jarmila Kotásková se narodila 7. 4. 1933 v Brně. Vystudovala gymnázium v Husovicích. Již od dětství ji provázela záliba v literatuře, proto se pro následujícím studium na vysoké škole rozhodla pro obor literární věda a angličtina, kam ale nebyla přijata. Namísto toho ji komise u přijímací zkoušky nabídla, aby se přihlásila na psychologii. Tu poté začala v roce 1951 studovat na univerzitě v Brně. Během vysokoškolského studia se přestěhovala do Prahy, kde v roce 1956 odpromovala na Filozofické fakultě Univerzity Karlovy. V roce 1965 získala titul PhDr. a CSc.
Již během studia se zaměřovala na vývojovou psychologii, konkrétně na metodologii longitudinálních výzkumů a na socializaci dítěte, nejvýznamnější se však postupně stala její práce na tématu morální vývoj dítěte. V této oblasti se stala uznávanou autoritou.

### Kariéra
Ještě před dokončením studia na vysoké škole pracovala v dětském domově v Dobřichovicích. Po mateřské dovolené nastoupila do výzkumného týmu na Ústavu hygieny, kde stála u zrodu longitudinální studie s názvem Dlouhodobé sledování růstu a vývoje dítěte, zahájené roku 1956. V rámci této studie byly od novorozeneckého věku sledovány pediatrické, antropologické, sociální a psychologické aspekty vývoje dětí. Tento výzkum díky Miluši Havlínové, Václavu Břicháčkovi a Vladimíru Kebzovi pokračuje dodnes. Pražský výzkumný tým se jako první v Československu zapojil také do mezinárodního zkoumání organizovaného v Centre Internationale de l'Enfance (CIE), v jehož rámci se Jarmila Kotásková v letech 1968 až 1969 účastnila studijního pobytu na univerzitě v nizozemském Nijmegenu. Zde se věnovala především výzkumné a pedagogické činnosti. V pracovní skupině dr. Franze Monkse pracovala na longitudinálním projektu zaměřeném na vývoj sebekontroly a svědomí. Dále se věnovala rozpracování projekční metody Doll-play technique a jejímu zavedení do diagnostické praxe; v souvislosti se svou prací přednášela na univerzitě v Lodani v Belgii. Jakožto pedagožka vedla konzultace se studenty v problematice longitudinálního výzkumu a také přednášela o psychologii v ČSSR pro studenty a spolupracovníky na univerzitě.  Jako členka pražského výzkumného týmu v roce 1969 publikovala práci o metodologii longitudinálních studií dětí v knize Tělesný a duševní vývoj současné generace našich dětí, která je prvním rozsáhlým zpracováním dat dlouhodobého zkoumání pražských dětí.
Po ukončení výzkumné činnosti v Ústavu hygieny v roce 1964 přešla na psychologické oddělení Pedagogického ústavu ČSAV, kde mimo jiné vypracovala i svou disertační práci. Tento ústav se roku 1967 stal základem pro nově vzniklý Psychologický ústav ČSAV, jehož se Jarmila Kotásková stala v roce 1990 ředitelkou. Zároveň sama vyučovala vývojovou psychologii na Filozofické fakultě Univerzity Karlovy, vedla aspiranty a doktorandy, oponovala, konzultovala a byla členem několika odborných společností. V roce 1991 se stala hlavním organizátorem mezinárodní konference „Psychological Development and Personality Formative Processes“.

## Publikace
- V roce 1983 byl v knize Test morální zralosti osobnosti (vydalo nakladatelství Psychodiagnostické a didaktické testy Bratislava) publikován diagnostický nástroj pro testování morální zralosti osobnosti, který Jarmila Kotásková vytvořila ve spolupráci s Igorem Vajdou.[4]
- Své poznatky z vývojové psychologie shrnula ve svém významném díle Socializace a morální vývoj dítěte (vydala Academia v roce 1987).[2]
- Publikovala také několik článků na mezinárodní úrovni:
  - Social Development: A Survey of European Longitudinal Studies. (Review of Child Development Research, The University of Chicago Press, 1982).
  - Longitudinaľnoje issledovanje v psichologii: jego vozmožnosti i granici. (časopis Voprosy psychologiji). [4]